# Hans Leutelt
Hans Leutelt (1 de outubro de 1914 — 1936) foi um ciclista olímpico tchecoslovaco. Leutelt representou sua nação em dois eventos nos Jogos Olímpicos de Verão de 1936.